# Горя, Никита
Ники́та Горя (рум. Nichita Gorea; 3 декабря 2004, Кишинев, Молдова) — молдавский футболист, полузащитник кишиневского клуба «Дачия».

## Карьера
С сезона 2021 по 2023 год играл за основную команду эстонского клуба «Феникс». В 2023 году перешел в голландскую команду «Фортуна U21», а в 2024 году стал играть за команду высшей лиги Молдовы «Дачия». 17 августа дебютировал в высшей лиге в игре против «Спартаний». 29 сентября забил первый гол в высшей лиге, реализовал пенальти в игре против тираспольского «Шерифа».
В феврале 2025 года принял участие на тренировочных сборах в Турции в составе «Зимбру», после которых подписал контракт с кишиневским клубом. Дебют состоялся 30 апреля в игре против оргеевского «Милсами», вышел на замену на 88 минуте. По итогам сезона с командой занял третье место. 16 июня стало известно, что Никита Горя покинул клуб. В июне вернулся в «Дачию».

### Сборная
В сентябре 2022 года получил вызов в сборную Молдовы до 21 года. В этом же году сыграл один матч за сборную Молдовы до 20 лет.

### Футзал
В сезоне 2021/22 года играл в первой лиге Эстонии за «Феникс» из Йыхви.

## Достижения
- Бронзовый призёр чемпионата Молдовы (1): 2024/25